# Ernest Glover
Ernest Glover (* 19. Februar 1891 in Sheffield; † 13. April 1954 ebenda) war ein britischer Langstreckenläufer.
Beim Crosslauf der Olympischen Spiele 1912 in Stockholm kam er in der Einzelwertung auf den 16. Platz und gewann mit der britischen Mannschaft Bronze. Über 5000 und 10.000 Meter qualifizierte er sich jeweils für das Finale, trat aber nicht an.
1913 wurde er englischer Meister über zehn Meilen und im Crosslauf. Beim Cross der Nationen gewann er von 1911 bis 1914 vier Goldmedaillen mit der Mannschaft sowie im Einzel je eine Silbermedaille 1913 und eine Bronzemedaille 1914.

## Persönliche Bestzeiten
- 5000 m: 15:18,8 min, 5. Juli 1913, London
- 10.000 m: 31:48,2 min, 19. April 1913, London

## Weblinks

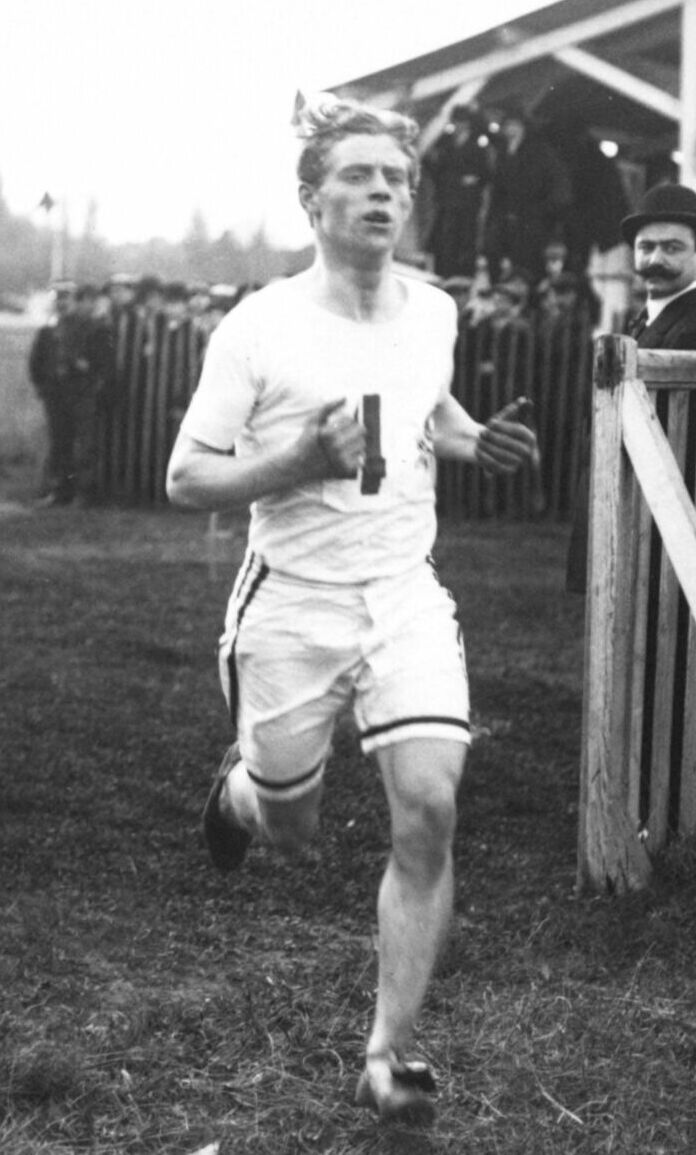
Ernest Glover beim Cross der Nationen 1913